# Vrijzinnig-Democratische Jongeren Organisatie
De Vrijzinnig-Democratische Jongeren Organisatie (VDJO) was een in 1923 opgerichte Nederlandse progressief-liberale politieke jongerenorganisatie en was in die functie gelieerd aan de Vrijzinnig-Democratische Bond. In 1941 werd de organisatie door de Duitse bezetter verboden, maar gedurende de Tweede Wereldoorlog blijft de vereniging illegaal actief. In 1946 fuseert de organisatie met socialistische jongerenorganisaties tot de DSJVNK.

## Bekende oud-leden
- Coen Deering
- Siep Posthumus
- Hein Roethof
- Anne Vondeling